# Kaplica św. Anny w Wolborzu
Kaplica św. Anny w Wolborzu – kaplica cmentarza parafialnego znajdująca się w Wolborzu, w powiecie piotrkowskim, w województwie łódzkim.
Kaplica neogotycka, murowana, wybudowana w latach 1886–1887 w miejscu starszego kościoła drewnianego. Proboszczem był wówczas ks. Alojzy Gerlach, który wyjednał zgodę u władz na jego przebudowanie – gdy zmarł w 1893 roku, właśnie w kościele św. Anny został pochowany.  
Głównym inicjatorem i fundatorem postawienia nowego murowanego kościółka św. Anny był Filip Łaski. W 1906 roku położono na kaplicy nowy dach cynkowy, a wewnątrz została wymalowana. W 1948 roku zapadła uchwała uznająca „kaplicę św. Anny w Wolborzu” za zabytkową.